# Domenico Falce
Domenico Falce (Feltre, 23 giugno 1619 – Feltre, 10 luglio 1697) è stato un pittore italiano.
Di famiglia altolocata, figlio di Giovanni Battista e di Giustina, si formò presso il concittadino Paolo Dal Pozzo e studiò le opere degli artisti locali (Morto da Feltre, Cesare Vecellio, Francesco Frigimelica). Come ammise lui stesso, preferì i canoni cinquecenteschi aggiungendovi solo qualche aggiornamento addotto grazie alla circolazione delle stampe; non venne quindi coinvolto nelle innovazioni che conobbe l'arte veneziana del periodo.
La prima opera datata è la pala d'altare della chiesa di Formegan (1647), tuttavia esistono dipinti sicuramente precedenti (ad esempio a Seren del Grappa, Campo, Pieve di Zoldo). In tutti questi lavori si riconoscono già gli aspetti stilistici che il pittore continuerà ad adottare lungo tutta la sua attività.
Nel 1655 dipinse la pala della chiesa feltrina di Sant'Orsola, caratterizzata per una pennellata corsiva e per i colori chiari, con toni intensi e vivaci. Nel 1661 eseguì alcuni stemmi per la cattedrale di Feltre, ma sono andati perduti. Nello stesso anno firmò l'Incontro di Gioacchino e Anna per la cappella di villa Pasole a Pedavena. Nel 1662 concluse la Natività di Maria e la Morte della Vergine, due grandi opere collocate nella chiesa del Rosario, ancora a Feltre.
Il Falce fu un autore assai stimato, e infatti nel 1668 il vescovo di Belluno lo nominò arbitro per risolvere la disputa attorno al pagamento di un gonfalone dipinto da Tommaso Dolabella per la chiesa di Sospirolo. L'anno dopo realizzò la Raccolta della manna per la chiesa feltrina di Ognissanti. Nel 1670 dipinse il San Pietro d'Alcantara per il convento di Santo Spirito di Feltre, in seguito trasferita nella parrocchiale di Seren e attualmente dispersa.
Sempre nel 1670 la Comunità feltrina lo incaricò di realizzare una scenografia per una sacra rappresentazione da tenersi nella chiesa di Santa Maria del Prato e dipinse un Autoritratto. Quest'ultimo lo raffigura abbigliato sfarzosamente, con le insegne cavalleresche ben in vista; il Falce volle così sottolineare la nobiltà della sua famiglia, ricordando che la pittura fosse per lui solo un diletto e non una fonte di sostentamento.
Nel 1671 ritrasse il podestà Giovanni Antonio Boldù. Nel 1675 si cimentò pure nella poesia, mandando alle stampe un sonetto in occasione della fine del mandato del podestà Antonio Ottoboni. Due anni dopo dipinse due vedute di Feltre: lo stile topografico minuzioso e impersonale è controbilanciato da una certa vena fantastica ravvisabile in figure umane, abitazioni, ruote di opifici.
Del 1685 sono la Natività della Vergine e la Natività di Gesù per la chiesa di Mugnai, ripetizioni delle opere già dipinte per la chiesa del Rosario. Nel 1690 concluse due quadri per il convento dei Santi Vittore e Corona ma sono andati dispersi. Nello stesso anno donò al rettore di Belluno una veduta della città; anche in questo caso è interessante il ricorso alla fantasia che cala la fredda rappresentazione topografica in un'atmosfera da sogno.
Realizzò anche la pala per l'altare di Sant'Antonio (successivamente della Madonna del Rosario) della chiesa di San Daniele Profeta a Lamon raffigurante Sant'Antonio da Padova reggente il bambino benedicente tra i Santi Vittore e Corona sovrastati dall'Eterno e lo Spirito Santo.
Tentò anche la scultura con il Beato Bernardino da Feltre, ma il risultato fu assai mediocre e forse per questo preferì continuare esclusivamente con la pittura.
Morì nella città natale e fu sepolto con tutti gli onori nella tomba di famiglia presso la chiesa di Santo Spirito.